# الرعاية الصحية في جورجيا
تتوفر الرعاية الصحية في جورجيا من خلال نظام رعاية صحية شامل. تمول الدولة بموجبه العلاج الطبي في نظام خاص من المرافق الطبية. أثار سن برنامج الرعاية الصحية الشاملة في عام 2013، تغطية شاملة للرعاية الطبية التي ترعاها الحكومة للسكان، بالإضافة إلى تحسين الحصول على خدمات الرعاية الصحية وتسهيلها. تقع مسؤولية شراء الخدمات الصحية الممولة من القطاع العام على عاتق وكالة الخدمة الاجتماعية.

## مقدمة تاريخية
كان النظام الصحي الجورجي من عام 1921 إلى عام 1991، جزءًا من النظام السوفيتي. اعتمد نظام الرعاية الصحية في جورجيا حتى عام 1995، على نموذج سيماشكو السوفيتي. نُفذ أول تغيير كبير في عام 1995، عندما استُكملت تحويلات الميزانية بمصادر تمويل إضافية: اشتراكات التأمين الصحي الإلزامية (مساهمة صاحب العمل والموظف الإلزامية - 3% و1% على التوالي) والأموال المخصصة للرعاية الصحية من الميزانيات الإقليمية والدفع المشترك الرسمي للخدمات الطبية التي لا يمكن تمويلها من برامج الدولة. أُلغي التأمين الصحي الإلزامي الاجتماعي بعد ثورة الزهور 2003-2004. استُبدلت ضريبة التأمين الاجتماعي في عام 2003 بضريبة اجتماعية تراكمت على عاتق ميزانية الدولة، وقررت حكومة جورجيا منذ عام 2007، تفويض إدارة مخصصات الدولة للتأمين الصحي للفئات المستهدفة من السكان (الفقراء والمعلمين والموظفين المسؤولين عن تطبيق القانون والأفراد العسكريين (أو حوالي 40% من السكان) لشركات التأمين الخاصة، التي أصبحت المشتري الأساسي للخدمات الصحية للمجموعات السكانية المذكورة، ما يعني عدم تمكن شريحة من السكان من الحصول على التأمين الصحي. احتفظت الدولة بالسيطرة على عدد قليل من المرافق الطبية التي تتعامل مع الأمراض العقلية والأمراض المعدية، في حين خُصخصت جميع المستشفيات والعيادات الأخرى. كان تنفيذ الرعاية الصحية الشاملة أولوية رئيسية لحزب الحلم الجورجي، الذي وصل إلى السلطة في انتخابات عام 2012. أنشأ الحزب نظام الرعاية الصحية الجورجي الحالي منذ عام 2013.

## نظام الرعاية الصحية الحالي
حدث تغيير جذري في الاتجاه في سياسة تمويل قطاع الصحة منذ عام 2013، إذ تبنت الحكومة الجديدة مشروع التحرك نحو التغطية الصحية الشاملة بدلاً من الفوائد المستهدفة.

## نظرة إحصائية للحالة الصحية

### متوسط العمر المتوقع
كان متوسط العمر المتوقع للجورجيين في عام (2018) 76.6، وهو أقل بقليل من المتوسط الأوروبي البالغ حوالي 78 عامًا (2014). يبلغ متوسط العمر المتوقع للذكور 72.5، أما الإناث ف 80.9. يمثل هذا تحسنًا كبيرًا على مر السنين. يُعد متوسط العمر المتوقع في جورجيا أقل بقليل من المتوسط الأوروبي البالغ نحو 78 عامًا (2014).

### معدلات الخصوبة والوفيات
بلغ معدل الخصوبة الإجمالي في عام 2016، 2.24 طفلًا لكل امرأة. بلغ معدل المواليد الأحياء 15.2 لكل 1000، وبلغ معدل الوفيات 13.7 لكل 1000. كان معدل وفيات الرضع في عام 2016، 9.0 لكل 1000 مولود حي، وكان معدل وفيات الأطفال دون سن الخامسة 10.7. من المتوقع أن ينخفض معدل وفيات الأمهات بحلول عام 2030، ليصل إلى 12، ومن المتوقع أن ينخفض معدل وفيات الأطفال دون سن الخامسة إلى 6.0. بلغ معدل وفيات الأمهات 23.0 لكل 100.000 ولادة حية في عام 2016. في حين ما تزال معدلات وفيات الأمهات والرضع عالية مقارنة بالمستويات الدولية، إلا أنها تتناقص بثبات.

### المرض وأسباب الوفاة الرئيسية
يرجع عبء الوفيات في الغالب في جورجيا -كما هو الحال في معظم البلدان- إلى الأمراض غير المعدية. إن الأسباب الرئيسية للوفاة هي أمراض الدورة الدموية والأورام وأمراض الجهاز التنفسي والحوادث والإصابات. تتركز معظم حالات الإصابة بالأمراض التنفسية والهضمية وأمراض جهاز الدوران. ما تزال الأمراض المعدية مصدرًا لمشاكل صحية كبيرة، لا سيما السل المقاوم للأدوية المتعددة.